# Nikolai von Grünewaldt
Johann Otto Gerhard Nikolai von Grünewaldt, auch Nikolai Gerhard von Gruenewaldt (* 25. April 1853 in Ramelshof, Livland; † 10. Januar 1922 in Stuttgart) war ein baltischer Landschaftsmaler.

## Leben und Familie
Nikolai von Grünewaldt begann ein Studium der Ingenieurwissenschaften am Polytechnikum Stuttgart, setzte es von 1874 bis 1878 an der Universität Riga fort und schloss es als Ingenieur-Technologe ab. Danach hielt er sich aus gesundheitlichen Gründen zunächst nicht im Baltikum auf, war aber von 1880 bis 1881 als Volontär im Büro der Ingenieurabteilung der Riga-Dünaburger-Bahn tätig und dann bis 1883 in der Ritterschaftskanzlei der Livländischen Ritterschaft beschäftigt. Im Anschluss hieran wurde er Landschaftsmaler und studierte seit 1884 an der Kunstschule in Stuttgart. Er war Schüler von Albert Kappis. Seine Schüler waren Olga Beggrow-Hartmann und Constantin Starck.

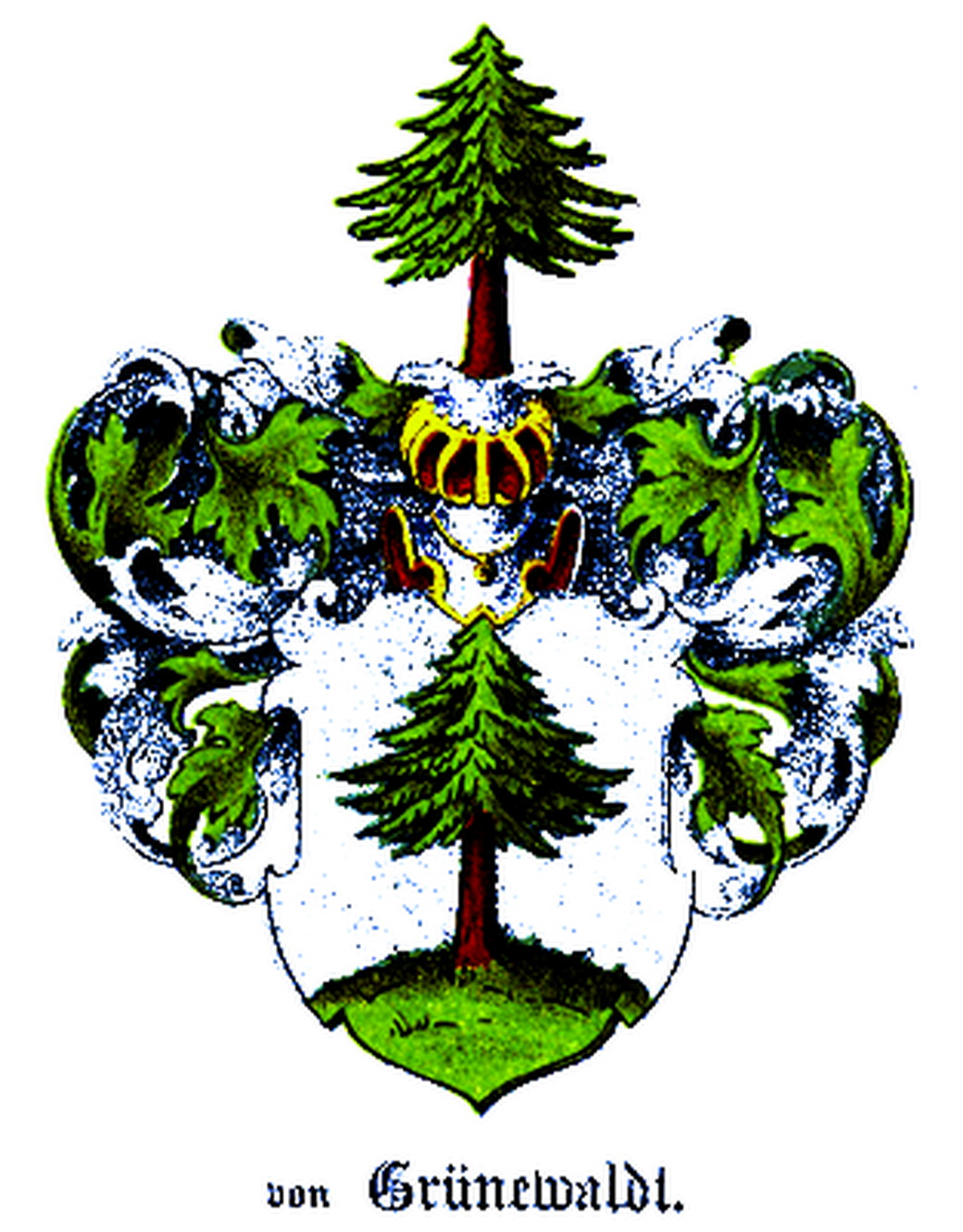
Familienwappen der von Grünewaldts

Nikolai v. G. stammte aus dem deutsch-baltischen Adelsgeschlecht von Grünewaldt. Sein Vater war der Kirchspielrichter Johann Gerhard von Grünewald (* 1826; † 1869 in Stuttgart), Herr auf Kastran und Ramelshof in Livland, und mit Bertha von Blanckenhagen aus dem Hause Drobbusch verheiratet. Nikolai war nicht verheiratet. Sein Großonkel war der russische General der Kavallerie und russischen Staatsrat Moritz von Grünewaldt (1797–1877).

## Künstlerische Arbeiten
Von Gruenewaldt wird im „Busse-Verzeichnis“ aufgeführt.
- Winterliche Flusslandschaft, Öl auf Pappe (1889)[2]